# Le Mesnil-sous-Jumièges
Le Mesnil-sous-Jumièges ist eine französische Gemeinde mit 612 Einwohnern (Stand: 1. Januar 2022) im Département Seine-Maritime in der Region Normandie. Sie gehört zum Arrondissement Rouen und ist Teil des Kantons Barentin (bis 2015: Kanton Duclair).

## Geografie
Le Mesnil-sous-Jumièges liegt an der Seine, rund 16 Kilometer westsüdwestlich von Rouen. Umgeben wird Le Mesnil-sous-Jumièges von den Nachbargemeinden Jumièges im Norden und Westen, Duclair im Norden, Anneville-Ambourville im Nordosten, Yville-sur-Seine im Osten und Südosten sowie Barneville-sur-Seine im Süden. 

## Bevölkerungsentwicklung
| Jahr | Einwohner |
| ---- | --------- |
| 1962 | 449       |
| 1968 | 455       |
| 1975 | 467       |
| 1982 | 556       |
| 1990 | 571       |
| 1999 | 552       |
| 2006 | 627       |
| 2012 | 613       |

## Sehenswürdigkeiten

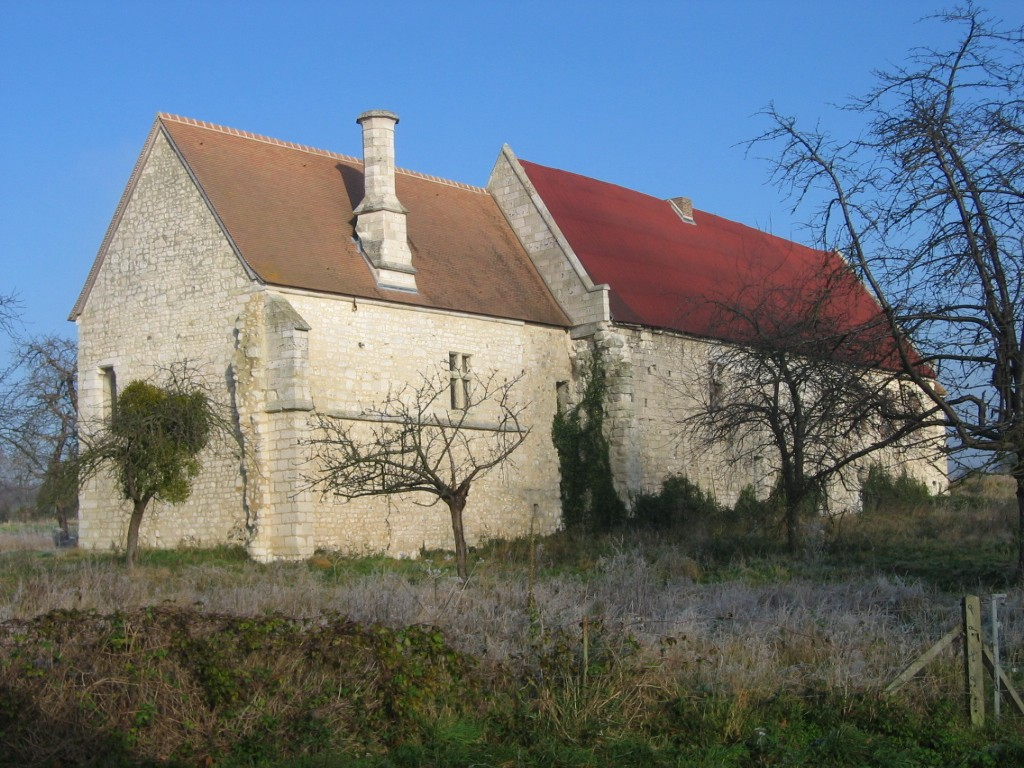
Herrenhaus von La Vigne

- Kirche Saint-Philibert, heutiger Bau 1868 bis 1878 errichtet
- Herrenhaus La Vigne aus dem 13. Jahrhundert, Sterbeort von Agnès Sorel, seit 1993 Monument historique
- Haus Marescot
- Salzwiesen von Oraille

## Persönlichkeiten
- Agnès Sorel (1410/1422–1450), Mätresse Karls VII.